# It Is Time for a Love Revolution
Albums de Lenny Kravitz
Baptism
(2004) Black And White America
(2011)
It Is Time for a Love Revolution est le titre du huitième album du chanteur et musicien américain Lenny Kravitz, sorti le 5 février 2008. 
Cet album sort quatre ans après le précédent album à succès du chanteur, Baptism. Enregistré entre 2006 et 2007, It Is Time for a Love Revolution inclut quatorze titres inédits, écrits, composés, arrangés et produits par Lenny Kravitz lui-même.

## Liste des titres
1. Love Revolution - 3:14
2. Bring It On - 3:35
3. Good Morning - 4:17
4. Love Love Love - 3:21
5. If You Want It - 5:08
6. I'll Be Waiting - 4:19
7. Will You Marry Me - 3:44
8. I Love the Rain - 4:44
9. A Long and Sad Goodbye - 5:58
10. Dancin' 'Til Dawn - 5:09
11. This Moment Is All There Is - 5:07
12. A New Door - 4:39
13. Back in Viêt Nam - 3:45
14. I Want To Go Home - 5:06